# Ariake Coliseum
Ariake Coliseum (japonsky 有明コロシアム) je sportovní hala v japonské metropoli Tokiu, využívaná především pro tenis. Byla postavena v letech 1985–1987 podle projektu kanceláře Kenčiku Mode Kenkjudžo. Je největším dvorcem v areálu Ariake Tennis Forest Park, má kapacitu 10 000 míst a je vybavena posuvnou střechou. Nachází se ve čtvrti Ariake na východním předměstí Tokia a návštěvníci mohou vystoupit na stejnojmenné stanici rychlodráhy Jurikamome.
Ariake Coliseum je centrálním kurtem při turnajích Japan Open Tennis Championships a Toray Pan Pacific Open, domácí zápasy zde hraje daviscupový i fedcupový tým Japonska. Halu využívá také basketbalový klub Tokyo Apache, konala se v ní Světová liga ve volejbale a zápasy Road Fighting Championship.
Pro Letní olympijské hry 2020 se zrekonstruovaný areál stal dějištěm tenisového turnaje. Centrální stadion prošel úpravou hlediště a zatahovací střechy.